# Часоворот
Часоворот (англ. Time-turner) — чарівний предмет, який дозволяє повернутися у недалеке минуле. Проте він не може кардинально вплинути на хід подій, повернути життя померлій людині, але може зробити можливе реальним. Однак, якщо той, хто використовує часоворот зустріне самого себе у минулому, то це може привести до катастрофічних подій.

## Вигляд
Часоворот схожий на пісочний годинник, посаджений на вісь, яка розташована на довгому золотому ланцюжку. Часовороти є маленькі (кишенькові) та великі, деякі з них розміром з великий годинник.

## Роль у книгах
У третій книжці Дж. Ролінґ «Гаррі Поттер і в'язень Азкабану» часоворот використовувала Герміона, щоб відвідувати уроки, які були призначені на один і той же час. Пізніше, завдяки цьому магічному приладу, Гаррі та Герміона врятували життя Бакбику та Сіріусові Блеку.
На п'ятому курсі Гаррі Поттер та його друзі, під час битви зі смертежерами у Міністерстві магії, ненавмисно порозбивали пророцтва та часовороти. А один зі смертежерів, котрий бився з Гаррі, Невілом та Герміоною, потрапив головою у велетенський часоворот.